# Личутин, Максим Александрович
Максим Александрович Личутин (род. 14 июня 2000, Москва, Россия) — российский профессиональный баскетболист, играющий на позиции разыгрывающего защитника.

## Карьера
Личутин является воспитанником московской школы «Глория» и всю свою карьеру на молодёжном уровне провёл в системе клуба МБА, дебютировав в его составе в возрасте 17 лет. Начиная с сезона 2017/2018 Максим совмещал игры в Суперлиге-1 с выступлением за МБА-2 в Единой молодёжной лиге ВТБ.
В сезоне 2020/2021 Личутин принял участие в 29 матчах Суперлиги-1, где показал статистику в 10,1 очка, 3,2 подбора и 2,7 передачи. В Единой молодёжной лиге ВТБ Максим провёл 12 игр и набирал 16,8 очка, 4,9 подбора и 4,3 передачи в среднем за игру.
В августе 2021 года Личутин перешёл в «Нижний Новгород» на правах аренды. В составе команды Максим стал победителем Кубка России.
В марте 2023 года Личутин вернулся в МБА.
В июле 2024 года Личутин продлил контракт с МБА.
В сезоне 2024/2025 Личутин стал бронзовым призёром Кубка России.

## Сборная России
В мае 2019 года Личутин был вызван в молодёжную сборную России (до 20 лет) для подготовки к чемпионату Европы U20 в дивизионе «B». По итогам тренировочных сборов и международных турниров в Северной Македонии и Нижнем Новгороде, Максим вошёл в окончательную заявку молодёжной сборной России для участия в турнире. Заняв 4 место, игрокам сборной не удалось выполнить задачу по возвращению команды в дивизион А: в матче за 3 место сборная России уступила Бельгии (80:88). Максим провёл за команду все 7 матчей, показав статистику в 5,7 очка, 1,7 передачи и 2,5 подбора.
Летом 2020 года Личутин принял участие в просмотровом лагере сборных России по баскетболу 3×3.
В июне 2025 года Личутин принял участие в просмотровом сборе сборной России.

## Достижения
- Обладатель Кубка России: 2022/2023
- Бронзовый призёр Кубка России: 2024/2025